# Seminis
Seminis — (до 2005 року) — один з найбільших виробників і рослинників в світі з часткою ринку більше 20%, основною продукцією якого є гібридне насіння фруктів і овочів. Гібриди Seminis претендували на покращення харчування, підвищення врожайності, обмеження псування та зменшення потреби в хімічних речовинах. Їх роздрібна лінія включала понад 3500 різновидів насіння. У 2005 році Seminis поглинена Monsanto Company. 

## Історія
Компанія Seminis була заснована у 1994 році Альфонсо Ромо з метою об'єднання декількох лідируючих компаній з сегмента насіння. Процес був реалізований за допомогою поглинання таких компаній (в основному, американського походження), як: Asgrow, Petoseed, Royal Sluis, Bruinsma Seeds, and Genecorp.
У 1996 році Ромо продав польовий урожай компанії Seminis до Monsanto за 240 мільйонів доларів.
23 березня 2005 року компанія Monsanto оголосила, що вона завершила своє придбання Seminis. Згідно з прес-релізом Monsanto заплатив 1,4 мільярда доларів за готівкою.
У 2018 році Bayer придбав Monsanto та всі його насінні бренди, включаючи Seminis. 